# Polibek ze stadionu
Polibek ze stadionu je československý situační komediální film z roku 1947, který režíroval Martin Frič. Na námětu a scénáři spolupracoval s Františkem Vlčkem a Frankem Wenigem. Komediální zápletka vychází z mistrovského hokejového zápasu Švédska s Rakouskem v roce 1947. Hlavní protagonisty vztahového čtyřúhelníku hráli Zdeněk Dítě, Jana Dítětová, Svatopluk Beneš a Irena Bernátová. Premiéru měl 6. února 1948.

## Děj
V Praze se roku 1947 konalo hokejové mistrovství světa a vítězství Rakouska nad Švédskem pomohlo Československu k získání mistrovského titulu. Po zápase tak jásot publika nebral konce a radostný polibek dvou vzájemně neznámých lidí – zubaře Jana Vaněčka a prodavačky Věry – zachytila reportážní kamera filmového týdeníku. Rozbíhá se tak komediální série nedorozumění a milostných těžkostí. Když záběr uvidí Janova snoubenka Lída, nenechá jej to vysvětlit a dotčená se s ním už nechce vidět. Jan proto požádá svého přítele Oldřicha, aby mu pomohl zprostředkovat usmíření s Lídou. Sám mezitím hledá Věru ze stadionu, aby situaci vysvětlila a dosvědčila jeho nevinu. Věra ráda souhlasí a Oldřich schůzku opakovaně vyjedná, nikdy však k ní nedojde. Protože se tak setkávají stále jen Jan s Věrou a Oldřich s Lídou, rozvinou se dva nové milostné vztahy.

## Postavy a obsazení
| Zdeněk Dítě         | Jan Vaněček, zubař                 |
| Jana Dítětová       | Věra Fabiánová, prodavačka         |
| Svatopluk Beneš     | Oldřich Janota, kavárník           |
| Eman Fiala          | Malík, účetní                      |
| Irena Bernátová     | Lída Jonášová, Vaněčkova snoubenka |
| Marie Grossová      | Ema Jonášová, Lídina matka         |
| Oldřich Dědek       | Kubiš, vedoucí obchodu             |
| Josef Laufer        | reportér                           |
| Otakar Procházka    | reportér                           |
| Štefan Mašlonka     | reportér                           |
| Jára Kohout         | zubařův pacient                    |
| Milada Spálená      | Květa, prodavačka                  |
| Ella Nollová        | Oldřichova bytná                   |
| Bohuš Hradil        | policejní komisař                  |
| Taťána Vavřincová   | zubařova zdravotní sestra          |
| Jindřich Heidelberg | zubařův pacient                    |
| Miroslav Horníček   | pikolík                            |
| Antonín Jirsa       | stěhovák                           |
| Josef Steigl        | revizor                            |
| Ladislav Sedláček   | vrchní                             |

## Zajímavosti
Pro Járu Kohouta byla epizodní role v tomto snímku poslední hereckou příležitostí před jeho emigrací.
Film se promítal mimo jiné 23. června 1949 v letním kině na brněnském zimním stadionu.